# Picea brachytyla
Picea brachytyla är en tallväxtart som först beskrevs av Adrien René Franchet, och fick sitt nu gällande namn av Ernst Georg Pritzel. Picea brachytyla ingår i släktet granar och familjen tallväxter.
Arten förekommer i Kina i provinserna Gansu, Hubei, Shaanxi, Sichuan, Yunnan och Tibet samt i angränsande områden av Indien och Myanmar. Kanske finns den i Bhutan. Den växer i bergstrakter mellan 1300 och 3800 meter över havet. Trädet ingår i barrskogar tillsammans med Abies densa, forrestgran, Picea likiangensis, himalajatall, Tsuga dumosa, Larix potaninii och Taxus wallichiana.
Beståndet hotas av skogsröjningar. IUCN listar arten som sårbar (VU).

## Underarter
Arten delas in i följande underarter:
- P. b. brachytyla
- P. b. complanata